# 圓洲角公園

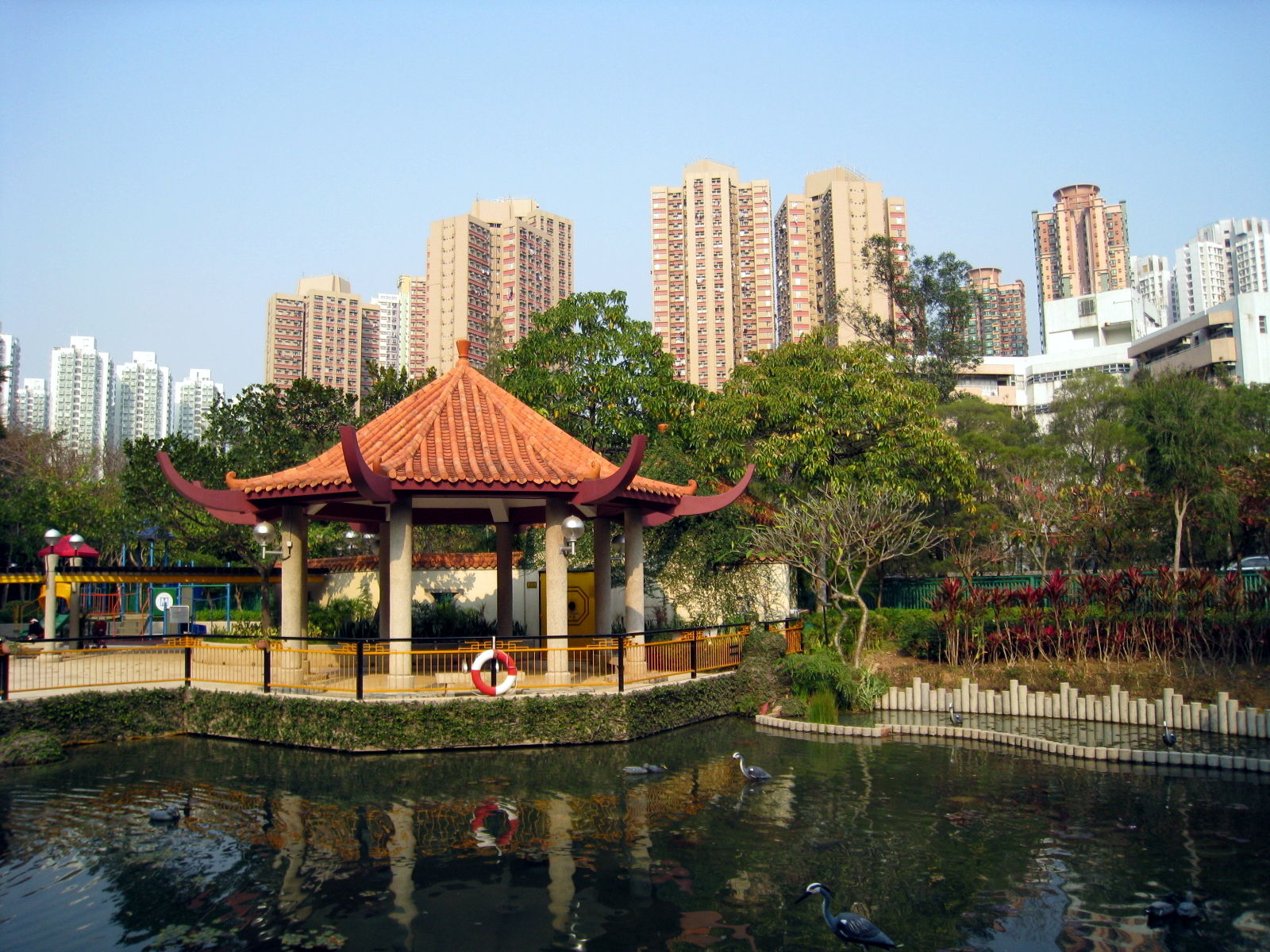
圓洲角公園流水景色

圓洲角公園（英語：Yuen Chau Kok Park）位於香港新界圓洲角，1993年建成，由康樂及文化事務署管理，是居民晨運的熱門地點。公園原址是沙田海中的圓洲角一小島，因為發展沙田新市鎮時進行了填海工程，小島目前已經連接陸地。

## 設施
公園環繞圓洲角小山綠化地帶興建，佔地1.42公頃，山下公園設有卵石步行徑、遊樂場地和流水景色。登山小徑可登上山丘最高點，山腰有觀景亭和野餐區供遊人休息，山頂設有觀景地圖及日規，山丘最高點有地政總署的三角測量站。

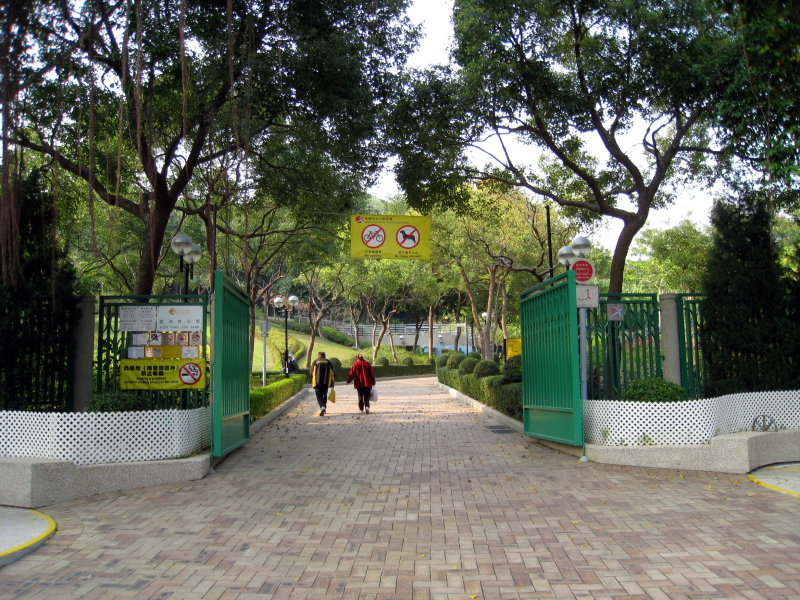
圓洲角公園正門入口
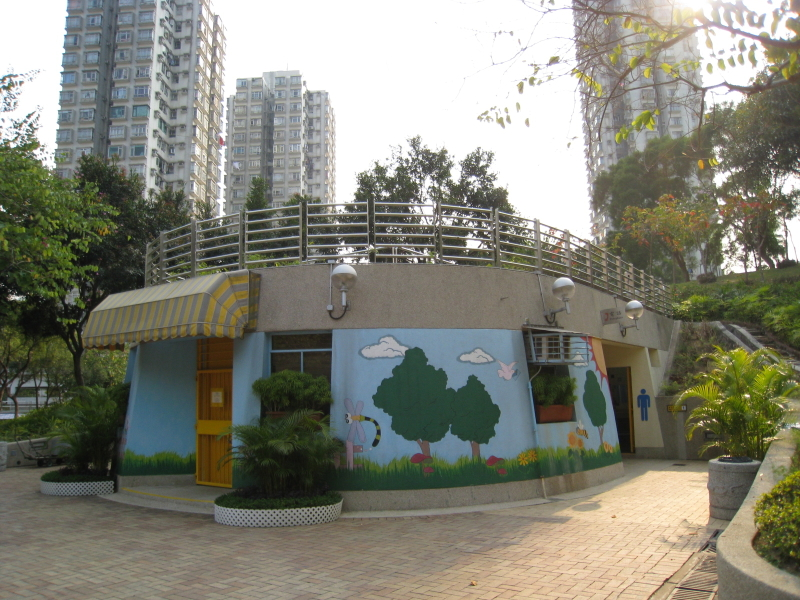
公園辦事處
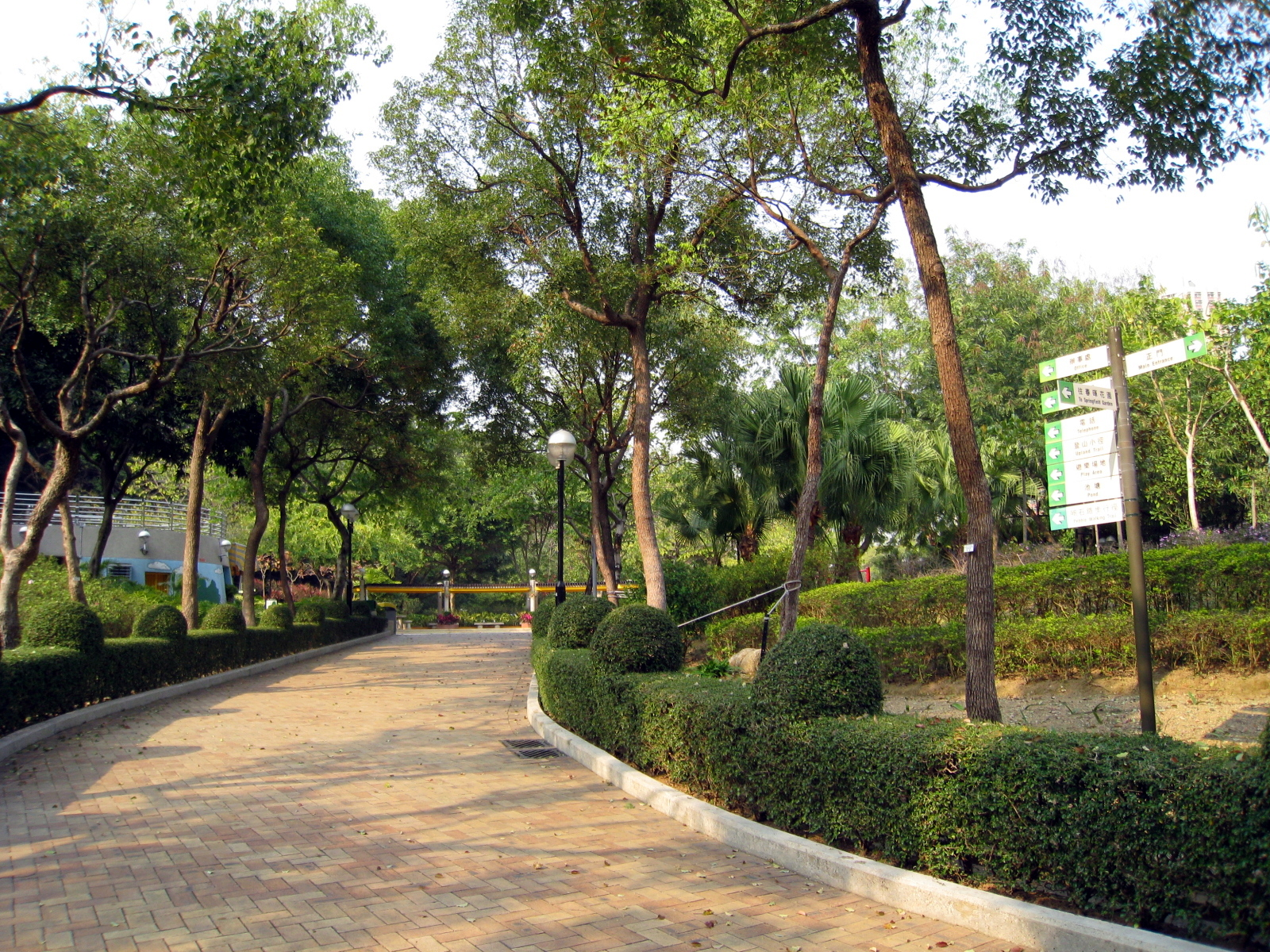
山下公園
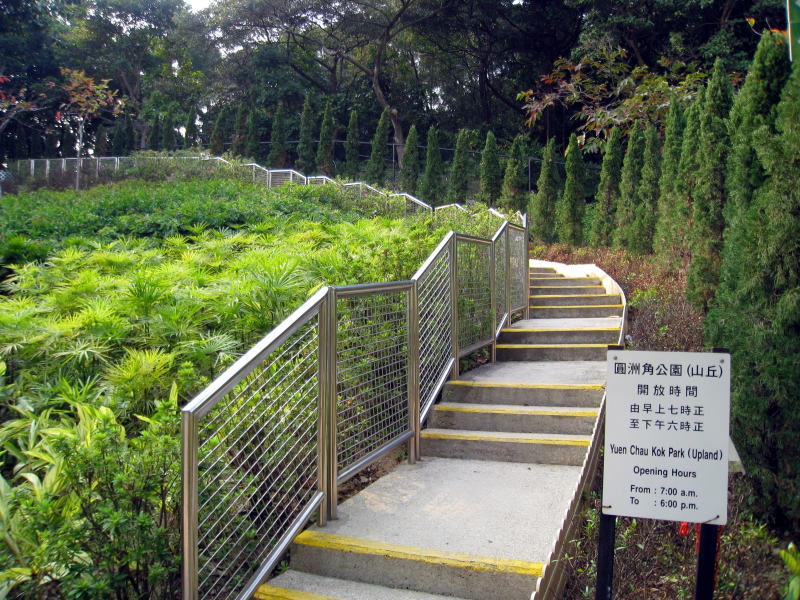
登山小徑
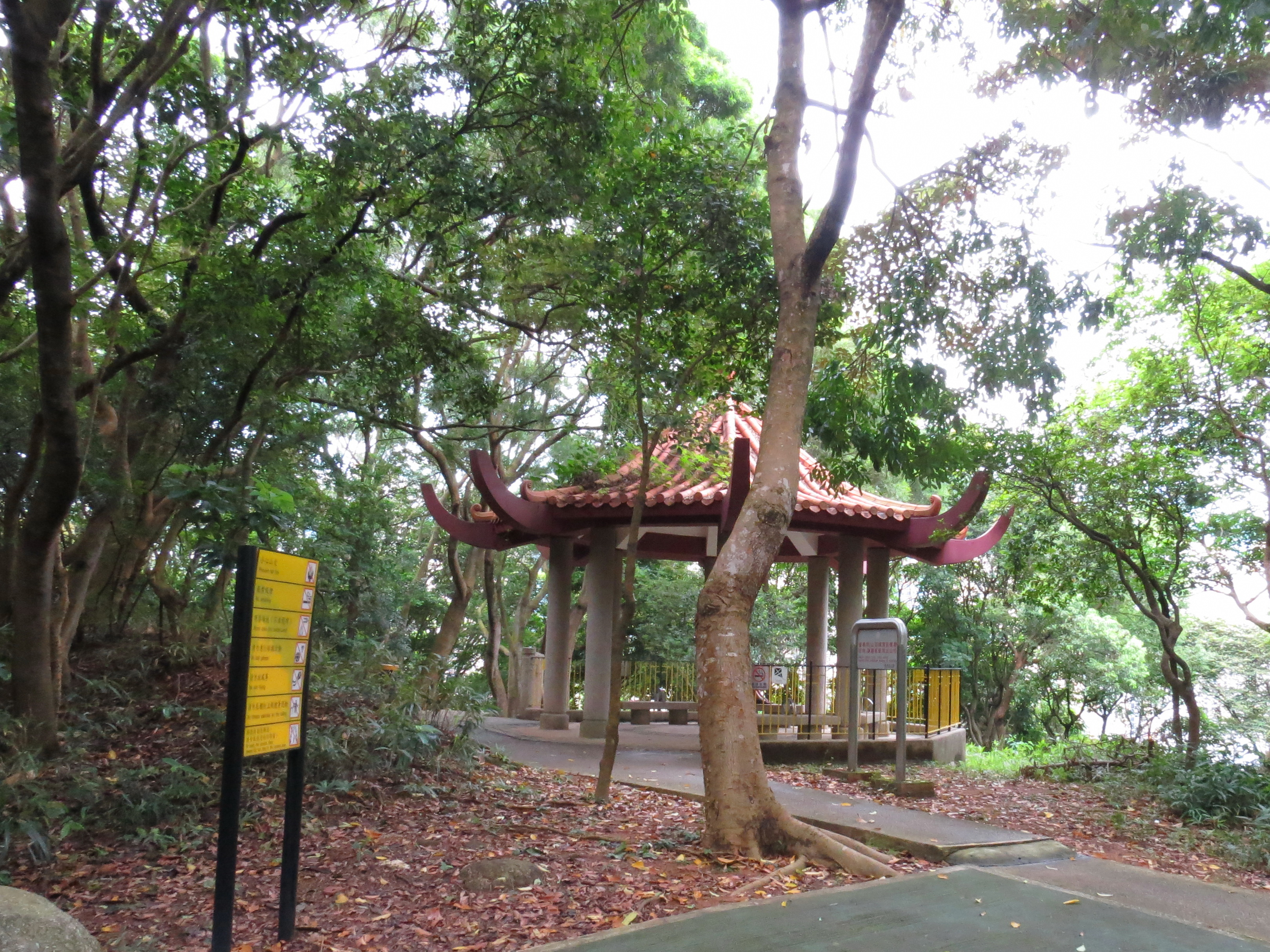
圓洲角公園山丘的涼亭
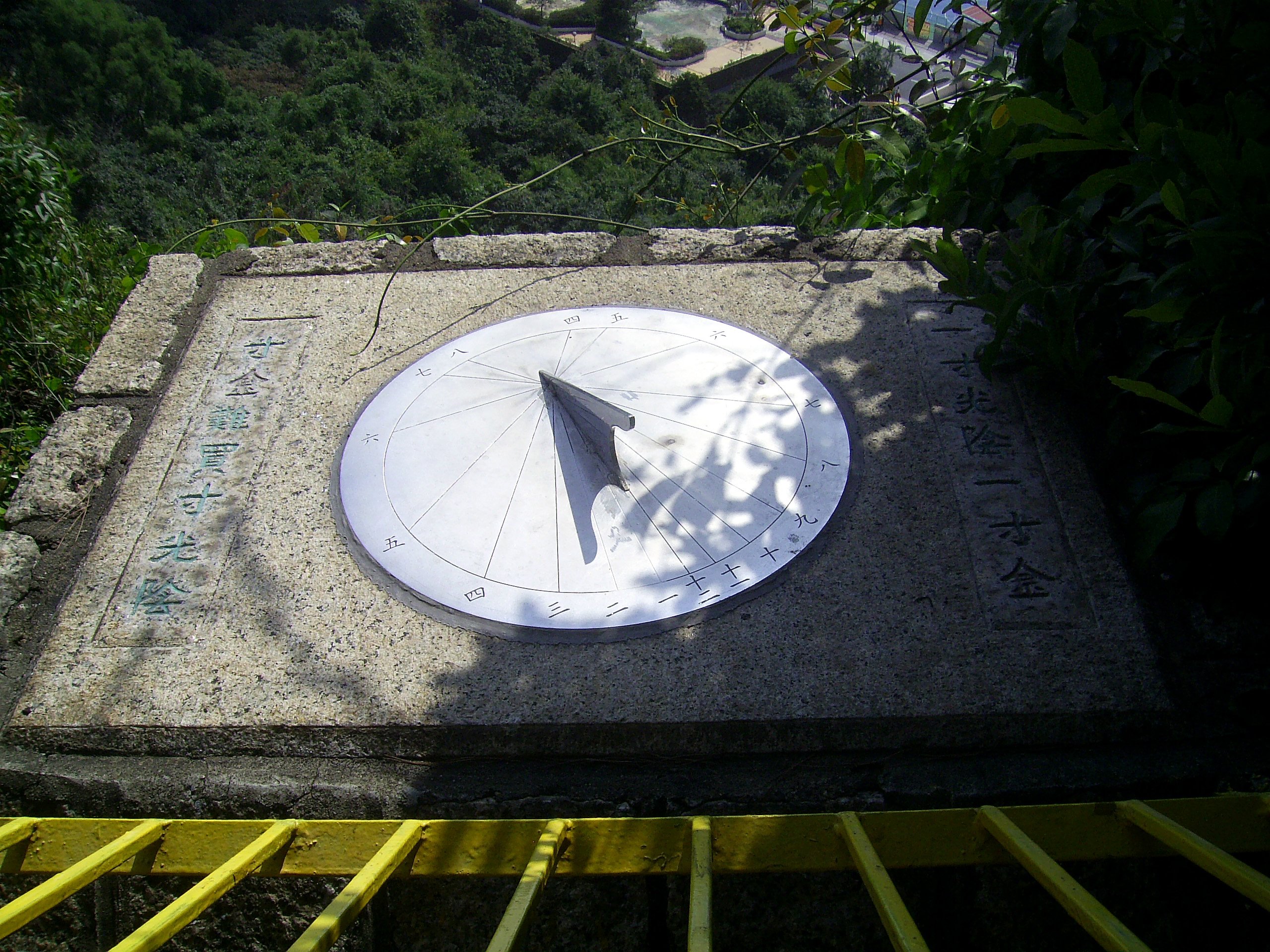
日規
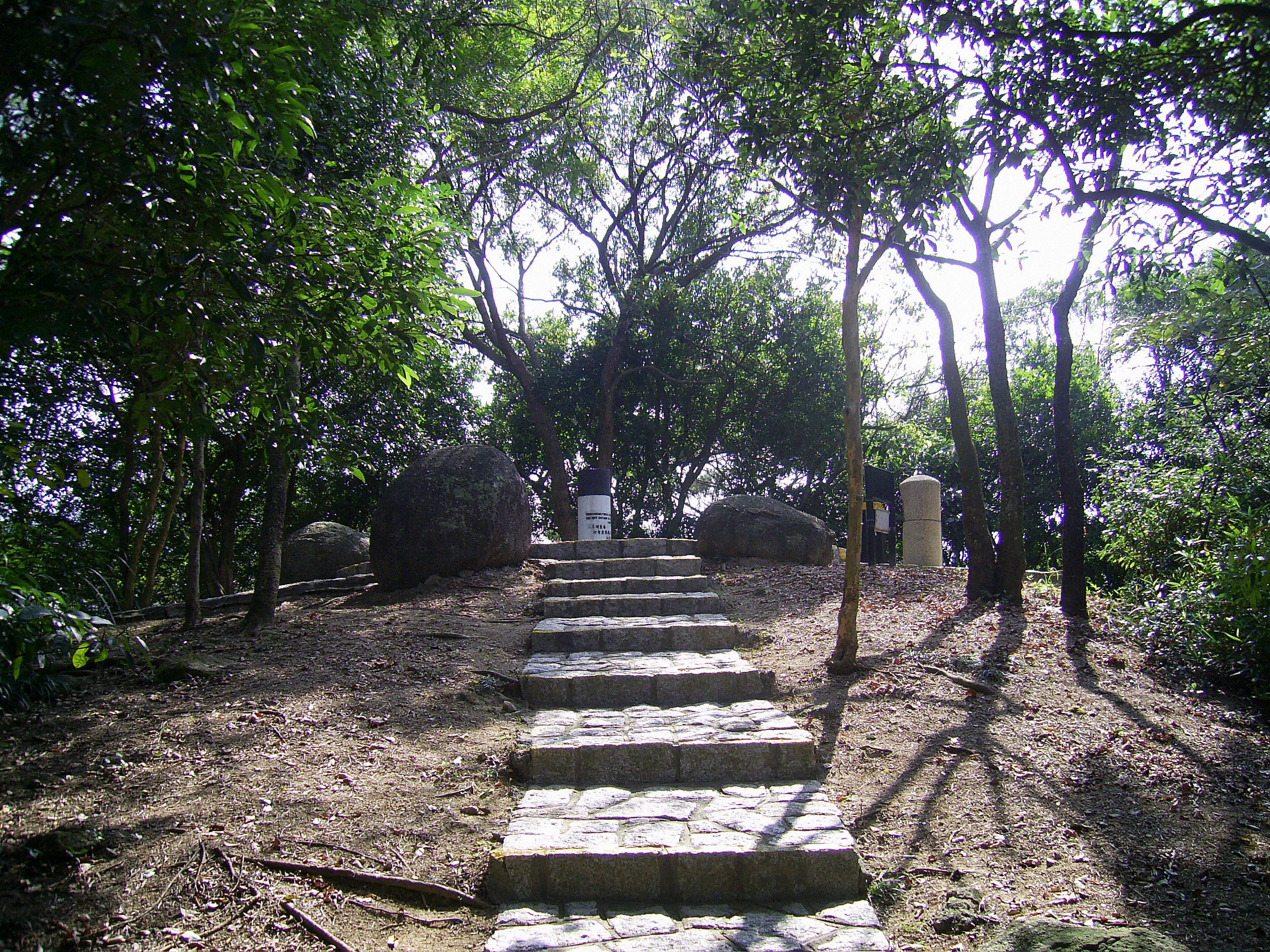
山丘最高點
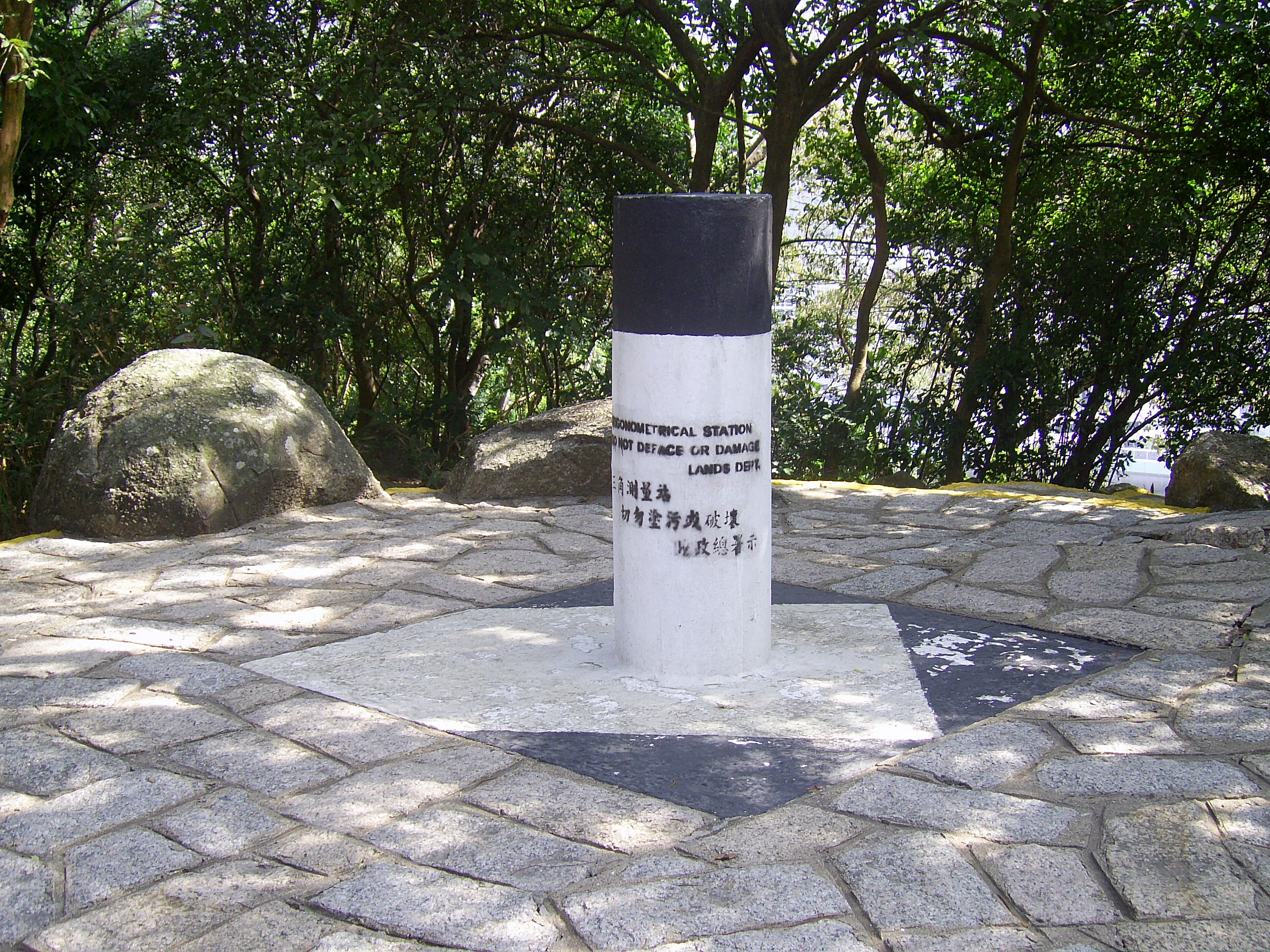
三角測量站

## 開放時間
- 圓洲角公園（山下）：每日06:30-23:00
- 圓洲角公園（山丘）：每日07:00-18:00

## 禁煙安排
此場地全面禁止吸煙。

## 事件
2010年6月14日中午，圓洲角公園單車徑一棵盾柱木倒塌，壓傷一名50歲踏單車男子，傷者送威爾斯親王醫院深切治療部留醫，情況危殆 ，延至6月15日晚上8時24分傷重死亡。

## 外部連結
22°22′57″N 114°12′00″E / 22.3826°N 114.2000°E